# 周峰 (歌手)
周峰（1961年—），本名周峯，祖籍安徽蚌埠，出生于福建厦门，是中国大陆20世纪80年代流行音乐男歌手。1984年，凭借一首《夜色阑珊》走红全国。他的代表作有《梨花又开放》、《眼之魅》等。

## 生平

### 早年生活
1961年，周峰出生于厦门鼓浪屿。7岁起就读于安徽省艺术学校，9岁起开始学习舞蹈。两年之后，被海政文工团招收为学员，遂独自前往北京的随团学员班学习文化及业务。17岁时，他凭优异的成绩完成了学业，被继续留在海政文工团，成为一名正式舞蹈演员。

### 演艺经历
1981年，周峰正式出道，为国语电影歌曲专辑《三笑》配唱歌曲。1982年，他前往深圳，签约香港文志唱片公司，与周云鹃合发音乐专辑《夜上海》。
1984年下半年，发行首张个人音乐专辑《眼之魅》；10月，他在中国中央电视台《九州方圆》文艺晚会上凭借一首歌颂深圳的歌曲《夜色阑珊》被大众所熟知。
1985年2月19日，于北京工人体育馆参加《中国中央电视台春节联欢晚会》，献唱《赤子之心》。同年6月，在湖北武汉参加“神州十大歌星”大奖赛，并成功入围十大歌星行列。
1986年，参加《第一届百名歌星演唱会》，发行第二张个人专辑《玛琍》。翌年，参加《第二届百名歌星演唱会》，之后专程前往英国录制第三张个人专辑《十亿皇帝》，并且在同年通过上海音像公司正式发行。然而在第三张专辑发行后，周峰暂时搁置了自己的演艺事业，于1989年移居英国伦敦，开始学习更加先进的音乐制作技术。与此同时，他还签约英国环球唱片公司。
2003年底，定居英国长达14年的周峰低调回国，并于次年1月2日重返舞台，参加在深圳举办的《感动深圳》演唱会。2007年1月，以特邀嘉宾身份参加《鹏城歌飞扬2006年度颁奖典礼》，登台献唱《夜色阑珊》等歌曲。
2010年，周峰再次从英国返回深圳。他准备了一些自己原创且在英国完成录制的新专辑曲目，开始寻找唱片公司为其发行。不幸的是，在2011年春，新专辑还没发成，他的母亲因病逝世。原先不善言谈的周峰受到了精神上的打击，独自离家出走，居住在深圳的一家旅馆。一段时间后，他离开了旅馆，与家人失联。他的亲戚在6月向深圳警方报案，但仍未找到周峰本人。
2012年6月15日，深圳广播电台主持人刘洋在新浪微博发布消息称，周峰在香港被当地警方找到，目前已经回到英国。

## 音乐作品
| 年份   | 唱片公司             | 專輯         | 語言 | 备注 |
| 1981年 | 深圳音像公司         | 《三笑》     | 國語 | 配唱 |
| 1982年 | 香港文志唱片         | 《夜上海》   | 國語 | 配唱 |
| 1984年 | 中国旅游声像出版公司 | 《眼之魅》   | 国語 |      |
| 1984年 | 太平洋影音公司       | 《九州方圆》 | 國語 | 配唱 |
| 1986年 | 香港文志唱片         | 《玛琍》     | 國語 |      |
| 1987年 | 上海音像公司         | 《十亿皇帝》 | 國語 |      |